# Пустельна кобра єгипетська
Пустельна кобра єгипетська (Walterinnesia aegyptia) — отруйна змія з роду Пустельна кобра родини Аспідові.

## Опис
Загальна довжина досягає 1—1,2 м. Голова витягнута. Середньої товщини змія з гладенькою, блискучою лускою й маленькими очима. Зазвичай чорного або дуже темного сірого кольору. Має невеликий каптур, який вона розкриває, щоб попередити ворога.

## Спосіб життя
Полюбляє пустелі, скелясті ділянки, парки, пустощі біля міст й сіл. Активна вночі. Харчується дрібними ссавцями, птахами й ящірками.
Якщо каптур й шипіння не зупиняють ворога, то кобра застосовує свої отруйні зуби. Найчастіше береже отруту й намагаються не витрачати її даремно: кидається на ворога, не розкриваючи пащі, або ж кусають, не впорскуючи отруту. Однак якщо противник змії не розуміє цих натяків, то кобра починає діяти серйозно.
Це яйцекладна змія. Самиця відкладає від 10 до 17 яєць. Через 2 місяця з'являються молоді кобри завдовжки 25 см.

## Отруйність
Отрута досить потужна і швидкодіюча, основу якої складають нейротоксини. Отрута впливає на нервову систему: руйнуються нервові тканини, виникає параліч і вже через 15 хвилин настає смерть через дихальну недостатність.

## Розповсюдження
Мешкає у Єгипті, на півдні Ізраїлю, півночі Саудівської Аравії, заході Йорданії. Іноді зустрічається у Лівані.